# قصر الداي
- الاسم: قصر داي الجزائر
- المكان: الجزائر العاصمة، الجزائر
- تاريخ/حقبة الإنشاء: القرن السادس عشر
- مستلزمات الإنشاء: حجر، آجر، خشب، ملاط جيري
- الديكور المعماري: رخام، خزف، خشب محفور، صباغة
- الحجم: المساحة 4500 متر مربع

## الترميم
1979-1986: مشروع ترميم وإعادة تأهيل للقصر من طرف مكتب دراسات بولندي. 2006: تفعيل الدراسة وبداية أشغال الترميم

## بناءه
يعد هذا القصر الذي كان إقامة لآخر دايات الجزائر من أجمل المجموعات المعمارية لمدينة الجزائر خلال الفترة العثمانية. كما يعتبر أهم مبنى سكني داخل القصبة التي تضم بالإضافة إلى ذلك، مسجدين وقصرا ثانيا ومخزنا لملح البارود. يقع القصر في الزاوية الشمالية الشرقية للقصبة، وعرف عدة تحولات مع توالي القرون. فبعد بنائه خلال النصف الثاني للقرن 16، احتفظ خلال القرنين 17 و 18 بوظيفة عسكرية كما كان مقرا لمجلس الديوان. وكانت حامية من جيش الانكشارية تحرس القصر. مع بداية القرن 19 قام الداي علي خوجة ببناء قصر له لحمايته من ثورة الشعب.
يمكن الدخول إلى القصر عبر مدخلين رئيسيين. واحد يؤدي إلى الساحة عبر باب مغطى بقبو، أما الثاني فيربط الطريق بباب متعرج المدخل وهو ما يحفظ الحياة الخاصة لساكني القصر، هذه التقنية التي كانت شائعة في العهود القديمة، تستعمل في العمارة السكنية والعسكرية على حد سواء. يؤدي المدخل المكوع إلى قاعة وسطى مزينة بنافورة من الرخام وبقبة نصف دائرية زينت جدرانها بالزليج والصباغات.
تحيط بالساحة المستطيلة التي تشكل نواة القصر أربعة أجنحة مبنية على ثلاثة طوابق. ويضم القصر شقق الداي وجناحا خشبيا صغيرا ذا زخرفة غنية يعرف«بجناح حادثة المروحة»، إضافة إلى مطابخ وحمام وقاعة للموسيقى زين جدارها الداخلي بقوس وأعمدة صغيرة. أما جناح «الحريم» وهو مكان مستقل ومخصص للنساء فيوجد في الشمال الغربي للقصر وينتظم حول صحن صغير فوق الديوان والمخزن.
تتكون المربعات الخزفية التي تزين جدران القصر أساسا من تشكيلات نباتية وزهرية تستقي أصولها من الفن الإيطالي وقد جلبت خاصة من تونس إلى ظلت تربطها علاقات تجارية بحرية وطيدة ومستمرة. في حين جلب الباقي من إيطاليا وهولندا وإسبانيا.

## اصول فنه
يمكن البحث عن مصادر التأثير في الخزف التونسي وفي الفنون الأندلسية والتركية والفارسية أو الأوروبية. وبالفعل فالتقنية من إبداع الصناع الأندلسيين الذين استقروا بحي القلالين. وقد اختلطت التأثيرات الفارسية والأناضولية والسورية بالعناصر الأندلسية بعد وصول 80000 من المسلمين الذين طردوا من الأندلس سنة 1610 من طرف فليب الثاني إلى تونس. ولا نتوفر من الفترة التركية على معطيات مؤكدة باستثناء الاحتمال بان تلمسان كانت تنتج المربعات الخزفية الصغيرة المختومة السوداء والخضراء والصفراء وبعض الألواح الخزفية بمشبكات هندسية التي نجدها في بعض المنازل الجزائرية. يشهد القصر على حقبة مهمة من تاريخ الجزائر المعاصر، وبالفعل فقد وقعت تحت أعمدته سنة 1827 «حادثة المروحة» التي وجهها الداي حسين للمبعوث الفرنسي وأخذها الفرنسيون كذريعة لتوجيه حملة عسكرية ضد الجزائر. وخلال الفترة الاستعمارية بدل الجنرال دوبورمون بنية القصر لتحويله إلى مقر لإقامته. وقد تم تقسيم القصبة إلى جزأين بعد أن اخترقها طريق كما عزلت عن باقي المباني المجاورة.